# Jasień (powiat wieluński)
Jasień – wieś w Polsce położona w województwie łódzkim, w powiecie wieluńskim, w gminie Osjaków.
W latach 1975–1998 miejscowość należała administracyjnie do województwa sieradzkiego.